# Kletter-Ida
Kletter-Ida ist ein dänischer Kinder- und Jugendfilm aus dem Jahr 2002. In diesem Film wird die Geschichte mehrerer Kinder erzählt, die eine Bank ausrauben.
Vordergründig ist Kletter-Ida ein Action-Film. Dahinter verbirgt sich aber eine differenzierte Persönlichkeitsentwicklung der Hauptpersonen, die sich in einem schweren Dilemma befinden.
2004 entstand aufgrund des großen Erfolges mit Mission: Possible – Diese Kids sind nicht zu fassen! ein amerikanisches Remake, das dieselbe Geschichte erzählt.

## Handlung
Die zwölfjährige Ida Johansen ist eine leidenschaftliche Kletterin. Sie ist gerade dabei, an einem alten Wasserturm hinaufzuklettern, als ihr Vater auf ihrem Mobiltelefon anruft. Er sagt, dass er Kopfschmerzen habe und bittet Ida, ihn auf der Go-Kart-Bahn zu vertreten.
Dort halten sich gerade zwei von Idas Freunden auf. Sebastian Klausen arbeitet in den Sommerferien auf der Kart-Bahn als Mechaniker. Allerdings nervt ihn dort sein älterer Bruder Johnny. Jonas Balgaard, ein weiterer Freund von Ida, schickt gerade eine Videobotschaft an seine Eltern, die als Flugzeugkapitäne unterwegs und deswegen selten zuhause sind.
Als Ida mit ihrem Vater spricht, merkt sie sofort, dass mit ihm etwas nicht stimmt. Dieser lässt sich allerdings nichts anmerken. Stattdessen streitet er mit Ida, als er erfährt, dass sie klettern gegangen ist. Er selbst hatte auf dem Mount Everest einen Sturz von 30 Metern überlebt, weshalb er glaubt, dass dieser Sport zu gefährlich für Ida sei. Sie lässt sich aber von den Argumenten ihres Vaters nicht überzeugen.
Sebastian bemerkt, dass Jonas Ida heimlich mit seiner Videokamera gefilmt hat. Die beiden Jungs streiten sich darum, in wen sich Ida verlieben könnte. Sebastian ist überzeugt davon, dass nur er eine Chance hätte, weil Frauen auf energische Typen stünden. Jonas dagegen ist eher zurückhaltend. Als Idas Mutter vorbeikommt, laden sich beide Jungen zum Essen bei den Johansens ein.
Während der Vater das Essen vorbereitet, kommt es zu einer Meinungsverschiedenheit zwischen Ida und ihrer Mutter. Ida soll auf ihren zweijährigen Bruder William aufpassen, doch sie möchte lieber ihrer eigenen Wege gehen. Im Fernsehen läuft dabei ein Bericht über die CCT-Bank, die angeblich sicherste Bank Dänemarks. Das Sicherheitssystem der Bank hat Idas Mutter entwickelt. Da die Installation noch nicht abgeschlossen ist, übernehmen Wachhunde eine zusätzliche Sicherheitsfunktion. Zudem erfährt man noch, dass zur Einweihung des neuen CCT-Gebäudes eine Betriebsfeier stattfinden soll. Idas Mutter hofft bei dieser Bank fest angestellt zu werden. Die finanzielle Situation der Johansens ist nicht die beste, da die Go-Kart-Bahn nicht viel Gewinn abwirft.
Plötzlich bricht Idas Vater in der Küche zusammen und ist gelähmt. Im Krankenhaus wird als Diagnose ein Guillain-Barré-Syndrom festgestellt. Dabei werden die Nervenbahnen am Rückenmark abgetrennt und senden keine Befehle mehr. Dies ist laut den Ärzten vermutlich eine Spätfolge seines Absturzes am Mount Everest. Die Krankheit hat außerdem Auswirkungen auf die Blutzufuhr ins Gehirn. Fassungslos steht Ida dabei und beobachtet hilflos die Situation.
Idas Mutter fragt nach Behandlungsmöglichkeiten. Nur in einer Privatklinik in Seattle wird eine Operation angeboten. Da die Operationsmethode noch im Versuchsstadium ist, übernimmt die dänische Krankenkasse nicht die Kosten der Operation. Diese würde etwa 1,5 Millionen dänische Kronen kosten (etwa 200.000 €). Idas Mutter sichert ihrem Mann zu, das Geld aufzutreiben.
Ida bespricht mit ihren Freunden Sebastian und Jonas die Situation. Dabei bricht sie in Tränen aus. Der Versuch von Idas Mutter, bei einer Bank einen Kredit zu erhalten, ist erfolglos. Ida hat dies mitbekommen und besucht anschließend ihren Vater im Krankenhaus. Sie erzählt ihm dabei, dass sie das Geld bekommen werde.
Ida kommt schließlich auf die Idee, die CCT-Bank auszurauben. Sie stellt ihren Freunden den Plan vor. Diese sind davon zunächst nicht begeistert. Doch Ida kann sie davon überzeugen, mitzumachen, denn schließlich geht es bei dem Einbruch darum, das Leben von Idas Vater zu retten.
Die Aufgaben zur Vorbereitung des Coups werden von Ida an Jonas und Sebastian verteilt. Ida geht mit ihrer Mutter in die Bank, um möglichst viel über das Sicherheitssystem herauszufinden. Dabei stellt sie fest, dass ausgerechnet Sebastians Bruder Johnny in der CCT-Bank ein Praktikum beim Wachdienst macht. Johnnys Vorgesetzter ist der Wachmann Henrik. Dieser tyrannisiert Johnny, weil er von jedem Wachmann die optimale Leistung erwartet.
Ida erfährt von ihrer Mutter die Funktionsweise der Kameras und dass das Sicherheitssystem durch ein Masterpasswort geschützt ist. Dieses verrät Idas Mutter aber nicht. Der Bankdirektor wird auf Ida aufmerksam. Da ihm Idas Vater Leid tut, führt er sie herum, während Idas Mutter anderweitig beschäftigt ist. So erfährt Ida vom Bankdirektor das Passwort, welches beim Banksafe aber nicht funktioniert. Zudem bekommt sie heraus, dass vom Büro des Direktors aus alle Überwachungskameras gesteuert werden können. Außerdem erfährt sie, dass die Wachhunde während des Betriebsfestes nicht hinausgelassen werden.
Ausgerechnet der schüchterne Jonas muss zu dem Hundetrainer gehen, der die Wachhunde abgerichtet hat. Dort findet er heraus, wie er mit energischem Auftreten die Hunde kontrollieren kann. Sebastian hat dagegen die Aufgabe erhalten, einen Grundriss der Bank zu besorgen. Er gibt vor, diesen für eine Hausaufgabe zu benötigen. Als er den Grundriss zunächst nicht erhält, erzählt er eine rührende Geschichte von seinem Stiefvater, der ihn schlüge, wenn er schlechte Zensuren schreibe. Daraufhin erhält er ein Modell der Bank.
Da Jonas sich gut mit Computern auskennt, beschafft er aus dem Internet die benötigte Ausrüstung für den Bankraub. Die Kinder besprechen mit Hilfe des Modells alle Details des Coups. Ida muss zum Tresor hochklettern, weil der Tresor nachts nicht bewegt werden darf – dann würde Alarm ausgelöst. Der Schacht ist aber fast doppelt so hoch wie der Wasserturm, an dem Ida geübt hat. Für mögliche Störungen im Plan filmen sie mit dem schauspielerisch begeisterten Bankdirektor eine Szene, die ihnen helfen soll. Der Bankdirektor ahnt nichts von dem wahren Grund für das Video.
Die erste Krise zeichnet sich bei der Umsetzung des Plans ab. Sebastian und Jonas sind aufeinander eifersüchtig, da jeder der beiden Jungs mit Ida gehen möchte. Daraufhin zerstreiten sich die Kinder. Nun auf sich allein gestellt, unternimmt Ida eine erneute Kletterübung am Wasserturm. Dabei stürzt sie fast ab und wird nur durch ein Sicherungsseil gerettet. Als Ida erneut ihren Vater im Krankenhaus besucht, verschlechtert sich sein Zustand. Nun ist Ida umso entschlossener, den Einbruch zu wagen. Sie ersinnt eine List, um Sebastian und Jonas für den Einbruch zurückzugewinnen. Beiden Jungs täuscht sie jeweils vor, in ihn verliebt zu sein. Als Beweis gibt sie jedem Jungen eine Hälfte eines Herzanhängers. Die Liebschaft soll aber geheim bleiben, um den anderen nicht eifersüchtig zu machen. Tatsächlich ist Ida aber in keinen der Jungs verliebt.
Die Vorbereitungen für den Einbruch können weitergehen. Ida bestellt Flugtickets nach Seattle, während Sebastian drei Go-Karts für die Flucht frisiert. Jonas gibt Ida den Tipp, dass die meisten Leute sehr persönliche Passwörter wählten. Daraufhin horcht Ida ihre Mutter auf mögliche Namen für ein Passwort aus. Ida erfährt von ihrer Mutter, dass diese schon als Kind gerne Alarmanlagen gebastelt hatte, damit ihre Privatsphäre gewahrt wurde.
Bei einem erneuten Krankenhausbesuch schläft Idas Vater. Ida hält einen inneren Monolog. Dabei spricht sie scheinbar mit ihrem Vater. Das Für und Wider des Banküberfalls geht sie dabei nochmals durch. Schließlich überzeugt sie sich selbst nochmals von der Richtigkeit.
Am Tag des Einbruchs trifft Ida ihre Mutter in der Bank. Dabei spricht sie Ida mit ihrem Kosenamen „Zuckermaus“ an. Dies ist Ida peinlich vor all den Leuten. Da Idas Mutter am Abend beschäftigt ist, muss Ida auf den kleinen William aufpassen, und das ausgerechnet während des geplanten Überfalls. Trotz der erneuten Schwierigkeiten lassen sich die Kinder nicht mehr von ihrem Plan abhalten, und der Einbruch beginnt.
Nachts fahren die Kinder auf den frisierten Go-Karts zur Bank. Da Ida am Morgen ein Fenster im ersten Stock manipuliert hat, kann sie dort leicht hochklettern und in die Bank einsteigen. Der Wachmann Henrik ist aber misstrauisch, als er einen Schatten von Ida auf einem Kontrollmonitor sieht. Er lässt Johnny alleine im Kontrollraum und macht sich auf einen Rundgang.
Ida nutzt die Situation und geht in den Kontrollraum zu Johnny. Sie erzählt ihm, auch auf dem Betriebsfest zu sein. Sie lenkt Johnny ab, indem sie vorgibt, ihn küssen zu wollen. Dabei öffnet sie eine Tür, sodass die Sebastian und Jonas hereinkommen können. Noch bevor Johnny sie aber tatsächlich küssen kann, verschwindet sie wieder.
Über eine Lüftungsanlage gelangen sie zum Büro des Direktors. Dort bereitet Jonas die Kontrolle über die Überwachungskameras vor. Jonas muss außerdem auf den kleinen William aufpassen. Sebastian und Ida machen sich anschließend auf zum Tresorraum. Die Betriebsfeier ist währenddessen in vollem Gang. Ida beginnt ihren Aufstieg zum Tresor, der sich als weitaus schwieriger erweist, als sie vermutet hat. Jonas hat auch mit ungeahnten Schwierigkeiten zu kämpfen, als der Direktor plötzlich zusammen mit einer Angestellten ins Büro kommt. Schließlich verschwinden sie aber wieder.
Nachdem Ida am Tresor angekommen ist, muss sie das Passwort eingeben. Die von ihr ausgesuchten Passwörter sind aber alle falsch. Bevor der Alarm ausgelöst wird, folgt Ida einer Eingebung und findet mit „Zuckermaus“ das richtige Passwort. Im Tresor löst Ida trotzdem einen Alarm aus, doch Jonas reagiert sofort mit dem eingespielten Video vom Bankdirektor. Es folgt aber der nächste Schock, als Ida den Tresor leer vorfindet. Ida bricht zusammen, weil alles vergebens gewesen zu sein scheint. Da sie am Ende ihrer Kräfte ist, sollen die anderen sie zurücklassen. Doch ihre Freunde lassen Ida nicht in Stich.
Währenddessen bemerkt der Wachmann, dass der Bankdirektor einen anderen Anzug trägt als auf dem Video. Zudem entdeckt er einen Kletterhaken, den Ida auf dem Weg zum Tresor verloren hat. Sebastian überbrückt die Mechanik des Tresorfahrstuhls und dieser fährt herunter. Dabei wird Alarm ausgelöst. Johnny und dem Wachmann ist nun klar, dass Einbrecher in der Bank sind. Die Polizei wird alarmiert und die Hunde werden losgelassen.
Auf der Flucht vor dem Wachmann wird William von den drei großen Kindern getrennt und vom Wachmann gefunden. In einem Raum, in dem sich die drei verstecken, entdecken Ida und die Jungs das Geld der Bank. Weil der eigentliche Tresor noch nicht fertig war, wurde es dort deponiert. Sie nehmen nur genau das Geld für die Operation mit. Schließlich werden sie von dem Wachmann gestellt. Doch sie bekommen unerwartete Hilfe von Johnny. Als er die Motive für den Einbruch erfährt, schaltet er kurzerhand mit einem Elektroschocker den Wachmann aus. So kann die Flucht der Kinder weitergehen.
In der Zwischenzeit hat Idas Mutter erfahren, dass in der Bank eingebrochen wurde. Als sie dann noch hört, dass die Diebe zum Tresor hinaufgeklettert sein müssen, kommt ihr ein schwerer Verdacht. Die letzte Gewissheit gibt ihr die Tatsache, dass die Diebe nur 1,5 Millionen dänische Kronen mitgenommen haben.
Bei ihren Flucht-Karts angekommen merken Sebastian und Jonas, dass Ida ihnen beiden eine Liebeskette gegeben hat. Jonas und Sebastian trennen sich daraufhin wütend von Ida und fahren weg. Ida bleibt so mit William alleine zurück. Auf der Flucht werden Jonas und Sebastian von der Polizei entdeckt und liefern sich eine wilde Verfolgungsjagd mit dieser. Sie trennen sich dabei, um die Verfolger leichter abzuschütteln. Jonas kann sich dadurch zunächst vor der Polizei verstecken. Im Versteck spricht er eine neue Videobotschaft an seine Eltern. Doch schließlich werden beide Jungs gestellt.
Da die Polizei nur Sebastian und Jonas verfolgt hat, erreicht Ida unbehelligt das Krankenhaus. Sie versucht zusammen mit ihrem Vater zum Flughafen zu kommen. Vor dem Krankenhaus treffen sie auf Idas Mutter. Gemeinsam beschließen sie, nach Seattle zu fliehen. Doch die Polizei ist inzwischen Ida auf die Spur gekommen und ist ebenfalls beim Krankenhaus eingetroffen. Als Ida keinen Ausweg mehr sieht, bricht sie weinend über dem Bett ihres todkranken Vaters zusammen.
Auf dem Polizeiposten erzählen die Kinder detailliert, wie es zu dem Einbruch gekommen ist. Da sie aus reiner Nächstenliebe gehandelt haben, werden sie schon bald wieder entlassen. Wieder zu Hause angekommen, wartet neben Idas Mutter auch der Bankdirektor auf Ida. Nachdem sich Ida bei ihm für den Einbruch entschuldigt hat, übergibt er Ida einen Scheck über 1,5 Millionen dänische Kronen. Er sagt ihr, dass es Vorteile habe, wenn man Bankdirektor sei.
Sechs Wochen später ist die Operation gut verlaufen und die Go-Kart-Bahn wieder geöffnet. Auch Jonas’ Eltern sind zurückgekehrt. Es bleibt nur noch eine offene Frage, vor die die Jungs Ida stellen. Mit wem von ihnen will Ida nun gehen? Doch Ida neckt die Jungs nur, ohne sich für einen zu entscheiden.

## Analyse

### Filmgenre
Kletter-Ida setzt als erster Kinderfilm eine besondere Spielart des Thrillers konsequent um – das Heist-Movie. Dabei bildet eine Gruppe von Kriminellen eine Bande, um gemeinsam ein „großes Ding“ zu drehen. Es wird ein Plan ausgearbeitet, für den verschiedene Experten benötigt werden. Innerhalb der Gruppe kommt es meistens zu Spannungen, die das Scheitern des Unternehmens bedeuten könnten. Die drei Kinder Ida, Sebastian und Jonas sind natürlich keine berufsmäßigen Kriminellen. Ihnen geht es auch nicht um persönliche Bereicherung, sondern um die Rettung eines Menschenlebens. Ansonsten folgt der Film ganz dem Heist-Movie-Genre.
Eine zentrale Fragestellung beim Gangsterfilm ist immer das Infragestellen von öffentlicher Ordnung. Und auch bei Kletter-Ida wird diese in Frage gestellt. Einerseits ist es strafrechtlich verboten, eine Bank zu überfallen. Andererseits ist es moralisch falsch, einen Menschen sterben zu lassen, der durch eine Operation gerettet werden könnte. In diesem Dilemma entscheidet sich Ida für das Verbrechen. Denn auf juristische Fragen gibt es eindeutige Antworten, auf menschliche Fragen aber nicht.

### Spannungsaufbau
Der Hauptteil ist in klassischer Filmerzählweise in vier Sequenzen unterteilt. Eine dramaturgische Regel ist dabei, dass der Hoffnungsaufbau für die Hauptdarsteller sich bis zur Mitte der zweiten Sequenz hinzieht, wo sie einen emotionalen Höhepunkt erlangt. Danach erfolgt eine dramaturgische Wendung, die sich bis zur Katastrophe beim Schlussakt hinzieht.
Kletter-Ida weicht von dieser Regel ab, indem der dramatische Wechsel erst zum Ende der dritten Sequenz erfolgt. Durch Wendepunkte wird die Spannung während der drei Sequenzen für den Zuschauer aber stets wachgehalten.

### Figuren
Am Anfang des Films wird in klassischer Erzählweise die Hauptfigur – die zwölfjährige Ida – und ihre Lebensumgebung vorgestellt. Durch die Anfangssequenz, in der Ida beim Klettern gezeigt wird, werden ihre herausragenden Fähigkeiten als mutiges und entschlossenes Mädchen dem Zuschauer gezeigt. Ebenso tauchen alle wichtigen Figuren von Idas Lebensumgebung auf – ihre Familie und ihre Freunde. Zudem Sebastians Bruder. Selbst der Bankdirektor ist in einem Video schon zu sehen. Nur der Wachmann taucht erst später im Film auf.
Ida befindet sich in der Übergangsphase zwischen Kindheit und Pubertät. Sie möchte über sich alleine bestimmen und sich von ihren Eltern nichts mehr sagen lassen. Dies verdeutlicht sich in den Diskussionen mit ihren Eltern. Ida hat eine sehr fürsorgliche Seite, was sich in dem Bemühen, ihren Vater zu retten, zeigt. Andererseits kann sie auch rücksichtslos beim Erreichen ihrer Ziele sein, was sie durch das Vortäuschen von Verliebtsein gegenüber ihren Freunden beweist. Da Ida aber noch ein Kind ist, spielt Liebe für sie keine Rolle.
Idas Verhalten ihren Eltern gegenüber ist sehr unterschiedlich. Ihr Vater ist für sie ihr Vorbild, mit dem sie sich messen will. Daher versucht sie ihn beim Klettern zu übertrumpfen. Mit ihrer Mutter streitet sich Ida, als sie auf ihren kleinen Bruder aufpassen soll. Ida mag ihren Bruder sehr, doch sie möchte nicht bevormundet werden. Als sie das Passwort herausfinden möchte, erfährt sie, dass ihre Mutter als Kind genauso gedacht hat wie Ida. Das verbindet Mutter und Tochter wiederum eng miteinander.
Idas Freunde Sebastian und Jonas haben eine Ersatzfamilie auf der Go-Kart-Bahn und bei Idas Familie gefunden. Sebastians familiärer Hintergrund wird nicht näher beleuchtet, nur sein Bruder taucht im Film auf. Ob er in zerrütteten Familienverhältnissen lebt, lässt sich nur vermuten. Die Geschichte, die er zum Erlangen der Bankmodelle erzählt hat, ist zumindest teilweise erfunden. Die angebliche Verletzung durch seinen schlagenden Vater hatte er sich beim Reparieren eines Go-Karts selbst zugezogen.
Von Jonas erfährt man wiederum, dass seine Eltern oft nicht zuhause sind, worunter er sehr leidet. Wie sehr er diese vermisst, zeigt sich auch daran, dass er noch während der Flucht an sie denkt und ihnen eine Videobotschaft schickt. Die beiden Jungs sind gegensätzlich gezeichnet. Während Sebastian der draufgängerische Typ ist, mit einer gewissen Portion Eitelkeit, ist Jonas eher der ruhigere und zuverlässige Typ.
Die drei Freunde wachsen dabei genretypisch über sich hinaus, ohne zu reinen „Superkids“ stilisiert zu werden. Sie sehen, dass die Erwachsenenwelt auf sie wartet, ohne sie schon ganz dechiffrieren zu können. So handeln sie mit den Mitteln, die ihnen zur Verfügung stehen.

### Handlung
Durch den Zusammenbruch von Idas Vater wird der Anstoß zur Haupthandlung gegeben. Das Kind Ida sieht sich plötzlich einer alles erfüllenden schwerwiegenden Situation gegenüber. Ihre Gefühle von Trauer und Hilflosigkeit sind ihr deutlich anzusehen, als die Ärztin die Diagnose stellt. Idas Mutter geht es genauso. Als Erwachsene versucht sie aber sofort etwas gegen die Situation zu unternehmen, während Ida den Schock zunächst verarbeiten muss.
Aber da Ida ein entschlossener Charakter ist, will sie nicht aufgeben. Und so reift in ihr ein Plan, wie sie mit den Möglichkeiten, die ihr als Kind gegeben sind, ihren Vater retten kann.
Idas Motivation ist klar nachvollziehbar und wird verständlich erläutert. Der vergebliche Versuch von Idas Mutter, einen Kredit zu bekommen, lassen Ida den Bankraub als einzige Möglichkeit erscheinen, das Geld zu beschaffen.
Die Motivation von Idas Freunden ist dagegen zwiespältig. Zwar mögen sie auch Idas Vater, doch liegt ihre Hauptmotivation darin, dass sie in Ida verliebt sind. Diese Dreieckskonstellation führt dann auch zu dem genretypischen Konflikt, der das Scheitern des Unternehmens bedeuten könnte.
Den drei Kindern stehen die Behüter der gesellschaftlichen Ordnung gegenüber, personifiziert in der Rolle des Wachmanns und Johnnys Bruder. Am Ende des Films kommt zudem die Polizei dazu.
Während des Einbruchs kommt es zu mehreren Zwischenfällen, die das Halten der Spannung gewährleisten. Sei es durch den Wachmann, der nach und nach immer misstrauischer wird, oder durch den Bankdirektor, der unerwartet während der Betriebsfeier im Büro auftaucht.
Der dramatische Höhepunkt, als Ida erschöpft im Tresor zusammenbricht, deutet die Wendung im Film an. Der Plan beginnt immer mehr schief zu laufen, und die Handlung steuert auf die Katastrophe zu.
Die vierte Sequenz ist von überraschenden Wendungen geprägt. Zum einen die Tatsache, dass die Kinder doch noch das Geld finden. Als diese dann von dem Wachmann gestellt werden, scheint der Plan gescheitert. Da erfolgt die zweite zunächst überraschende Wendung. Sie bekommen Hilfe von Sebastians Bruder. Bei näherer Betrachtung sind die Motive von Johnny einleuchtend. Zum einen rächt er sich an seinem Ausbilder, der ihn tyrannisiert hat, zum anderen zeigt auch er Mitgefühl und kann die Motive der Kinder verstehen.

### Bedürfnisse
Das Ende des Films vollzieht sich in zwei Auflösungen. Zum einen in der Verfolgungsjagd, an deren Ende die Kinder geschnappt werden. Dies ist einerseits nachvollziehbar, denn die Regeln des menschlichen Zusammenlebens müssen gewahrt werden. Andererseits ist dieses Ende für den Zuschauer unbefriedigend, denn die Mühen sollen sich für Ida und ihre Freunde auch lohnen.
Und so kommt es zum zweiten Ende, bei dem sich Ida beim Bankdirektor entschuldigt, und dieser ihr einen Scheck über die für die Operation benötige Summe übergibt. Die Motive des Bankdirektors sind dabei nachvollziehbar, da die Verzweiflungstat von Ida sein Herz berührt hat. Ob es sich dabei um einen Kredit der Bank handelt, wird allerdings offengelassen.
So wie das Ende des Films aus zwei Teilen besteht, so zieht sich das Dilemma der Protagonisten als roter Faden durch den Film. Das Rechtssystem hat klare Regeln – man darf nicht stehlen. Die moralischen Aspekte sind aber ebenso einleuchtend, ohne dabei so klare Regeln wie das Rechtssystem zu haben.
Menschlich hat Ida alle Sympathien auf ihrer Seite. Die Banken handeln aber auch nach klaren Vorgaben, die das Rechtssystem der Menschen aufgestellt hat. Dass jeder in solchen emotionalen Grenzsituationen das Rechtssystem verlassen könnte, zeigt sich auch im Verhalten der Mutter. Sie wäre nie auf den Gedanken eines Überfalls gekommen. Doch als sie die Chance sieht, ihren Mann doch noch zu retten, will sie diese auch nutzen.
Das aber auch hinter dem Rechtssystem Menschen stehen, zeigt sich in der Rolle des Bankdirektors. Er ist in der Lage, zwischen den Regeln des Systems und moralischen Aspekten abzuwägen, und kann seine Machtbefugnis entscheidend in die Waagschale werfen.
Die Frage, warum Ida diesen Weg gewählt hat, liegt in ihrem Charakter und ihrem Alter begründet. Sie ist ein entschlossenes Kind auf der Schwelle zum Jugendalter. Sie hinterfragt radikal alle Regeln. Sie möchte sich nichts mehr von ihren Eltern sagen lassen. Dabei wird Ida mit allen Konsequenzen ihres Handelns konfrontiert. Indem sie ihre Freunde für das Erreichen ihrer Ziele hintergeht, wenden sich diese zunächst von ihr ab. Zudem steht sie am Ende dem Bankdirektor gegenüber, dessen Bank sie überfallen hat. Durch die Entschuldigung wird Ida nicht zu einer reuigen Sünderin, sondern zu einem gereiften jungen Menschen.

### Vergleich
Für die Inhaltsangabe des Remakes siehe unter: Mission: Possible – Diese Kids sind nicht zu fassen!
Das amerikanische Remake nimmt sich wesentlich weniger Zeit für das Vorstellen der Hauptakteure. Während man bei Kletter-Ida teilweise etwas über den familiären Hintergrund von Idas Freunden erfährt, fehlt diese in dieser Verfilmung völlig.
Der dramatische Wechsel erfolgt genau wie bei Kletter-Ida erst zum Ende der dritten Sequenz. Einige Wendepunkte fehlen allerdings durch die Änderungen der Handlung, zum Beispiel weil das Geld sofort im Tresor gefunden wird. Dadurch wird die Spannung während der drei Sequenzen für den Zuschauer weniger wachgehalten.
Der Mutter-Tochter-Konflikt wird am Anfang des Films stärker herausgearbeitet und dient Maddy als Motivationsanschub für die Entscheidung zum Einbruch. Maddys Verhältnis zu ihrem Vater wird dagegen kürzer eingebunden. Hauptsächlich wird dies durch den Vergleich vom Absturz ihres Vaters, und der Situation in der Maddy beim Einbruch ist, gezeigt.
Eine zentrale Rolle spielt beim Remake die Aufspaltung der Rolle vom Bankdirektor in zwei Personen. Im Original verkörpert der Bankdirektor beide Seiten des Dilemmas. Einerseits die anerkannten Regeln die in einer kapitalistischen Gesellschaftsform herrschen, andererseits der menschliche mitfühlende Faktor. Dieser Konflikt findet durch die Aufspaltung in zwei Personen beim Remake nicht statt. Der Bankdirektor wird als kaltherzig und rücksichtslos dargestellt, während der Assistent die mitfühlende Komponente erhält. Damit wird der Konflikt verschoben. Nicht das menschliche Regelsystem ist die Ursache des Dilemmas, sondern deren Repräsentanten.
Auch sonst sind die Charaktere in ein deutliches Gut-Böse-Schema aufgeteilt, indem zum Beispiel Austins Bruder den drei Kindern nicht hilft. Noch entscheidender ist dabei die Rolle der Mutter. Während im Original diese am Ende auch in den Zwiespalt zwischen gesellschaftlichen Regeln und moralischen Grundsätzen kommt, ist in der amerikanischen Verfilmung für die Mutter die Richtigkeit der gesellschaftlichen Ordnung nie ein Thema.
Durch die Auflösung mit dem angeblichen Testeinbruch löst sich die ganze Geschichte auf, ohne dass bei den Hauptakteuren wie Maddy ein Reifeprozess stattgefunden hätte, weil ihre Mutter alles geregelt hat.

## Entstehungsgeschichte
Die Idee zu Kletter-Ida stammt vom Regisseur Hans Fabian Wullenweber. Während einer Radtour hatte er plötzlich den Einfall, was wäre, wenn Kinder eine Bank ausrauben würden. Er entwickelte aus dieser Grundidee den Rohentwurf eines Drehbuchs und stellte diesen der dänischen Produktionsfirma Nimbus Film vor. Der Drehbuchentwurf wurde sofort angenommen.
Kletter-Ida hatte alleine in Dänemark 240.000 Zuschauer (bei einer Einwohnerzahl von 5,5 Millionen) und war damit 2002 in Dänemark erfolgreicher als Harry Potter. Auch international hatte der Film großen Erfolg. So hatte der Film beispielsweise 143.000 Kinozuschauer in Deutschland.
Während der Stoffentwicklung sollte der Vater schwer an Krebs erkrankt sein. Erst später wurde diese Idee geändert, und der Vater wird durch die Spätfolgen eines Sturzes gelähmt. Deswegen haben die Filmemacher bei der Ausarbeitung der Geschichte auch eng mit einer Einrichtung zusammengearbeitet, die sich in Dänemark um die Kinder von krebskranken Eltern kümmert. Eine zentrale Frage war dabei, ob man das Thema – ein Kind will das Leben seines Vaters durch ein Verbrechen retten – überhaupt umsetzen sollte. Die Meinung der Experten war dabei, dass der Film Kindern Mut macht und dass man in einer scheinbar aussichtslosen Situation nicht die Hoffnung verlieren darf, sondern die Initiative ergreifen muss.

## Kritiken
„Das mutigste Mädchen seit Pippi Langstrumpf! …“
  Spiegel 
„Solche Storys können fast nur in skandinavischen Ländern (in diesem Fall Dänemark) entstehen, wo der Kinderfilm einen ungleich höheren Stellenwert hat als bei uns und wo man sich auch als Erwachsener nicht langweilt, wenn seine Kinder ins Kino begleitet.“
  epd Film, 2003
»Klatretøsen« (Kletter-Ida) ist ein erstaunliches Debüt.
„Hans Fabian Wullenweber hat einen aufwendigen Action-Film für Kinder geschaffen, in dem er ein Mädchen mit einem außergewöhnlichen Hobby vorstellt: Freeclimbing ist die Leidenschaft der 12-jährigen Ida. Sie setzt ihren Mut und ihr Können ein, um einen Bankraub durchzuführen, in der Hoffnung mit der Beute das Leben ihres Vaters retten zu können.“
  Pressemitteilung Berlinale, 18. Januar 2002 
„… eine Sternstunde des Kinderkinos.“
  Cinema 
„Action, Hochspannung, Verbrechen aus Leidenschaft, romantische Helden, wie in einem Hollywoodfilm und das alles trotzdem humorvoll und authentisch aufbereitet. Mit seinem Kinodebüt Kletter-Ida gelingt dem dänischen Regisseur Hans Fabian Wullenweber gleich der ganz große Wurf. Die Geschichte ist voll mit all den coolen Zutaten, die Jugendlichen vom Kino erwarten, gleichzeitig aber an den richtigen Stellen geerdet und nicht so sinnlos überfrachtet und abgehoben, wie etwa die viel zu albernen Spy Kids oder Scooby Doo.“
  Norbert Raffelsiefen, Programmkino.de 
„Kletter-Ida kann sich mit amerikanischem Familien-Entertainment … nicht nur messen, er übertrifft es spielend.“
  Zitty 
„An diesem Film … bestechen sein Appell, Kinder ernst zu nehmen, sein Eintreten für ein partnerschaftliches Verhältnis zwischen den Geschlechtern sowie die Abkehr von jeglichen Rollenklischees. Mit diesem Film wurde erstmals das Genre des Actionfilms kindgerecht aufbereitet.“
  Jugendmedienkommission beim Bundesministerium für Bildung, Wissenschaft und Kultur 

## Auszeichnungen
Der Film Kletter-Ida erhielt 2002 mehrere Auszeichnungen, darunter eine besondere Erwähnung und einen Gläsernen Bären auf der Berlinale. Sieben Preise gingen insgesamt an den Regisseur Hans Fabian Wullenweber. Einen Robert-Preis für die besten Spezialeffekte erhielt Jonas Wagner.
Die Deutsche Film- und Medienbewertung FBW in Wiesbaden verlieh dem Film das Prädikat besonders wertvoll.
| Festival                                        | Auszeichnung                                                                      | Land        | Jahr | Person                               |
| ----------------------------------------------- | --------------------------------------------------------------------------------- | ----------- | ---- | ------------------------------------ |
| Berlinale                                       | Gläserner Bär                                                                     | Deutschland | 2002 | Hans Fabian Wullenweber              |
| Chicago International Children’s Film Festival  | 2. Platz der Kinderjury                                                           | USA         | 2002 | Hans Fabian Wullenweber              |
| Cinekid                                         | Publikums Preis                                                                   | Niederlande | 2002 | Hans Fabian Wullenweber              |
| Barnefilmfestivalen i Kristiansand              | Publikums Preis                                                                   | Norwegen    | 2002 | Hans Fabian Wullenweber              |
| Norske Filmfestivalen Haugesund                 | Nordischer Kinder und Jugendpreis                                                 | Norwegen    | 2002 | Hans Fabian Wullenweber              |
| Oulun kansainvälinen lastenelokuvien festivaali | Starboy Auszeichnung                                                              | Finnland    | 2002 | Hans Fabian Wullenweber              |
| Robert Festival                                 | Robert-Preis für den besten Kinderfilm Robert Preis für die besten Spezialeffekte | Dänemark    | 2003 | Hans Fabian Wullenweber Jonas Wagner |